# 博多バイパス
博多バイパス（はかたバイパス）は、福岡県福岡市東区を通る国道3号のバイパスである。

## 概要
福岡市東区下原1丁目から福岡市東区二又瀬に至る。
博多と名称がついているものの、終点の南西側が博多区にかかる以外は沿線区間のすべてが福岡市東区となっている。
福岡市の北部（香椎バイパス）、東部（福岡東バイパス）、南部（福岡南バイパス）を結ぶ幹線道路である。2018年（平成30年）3月17日に、残っていた東端部の未供用区間3.3 kmが開通し全線開通した。
国道3号の旧道区間については博多バイパス全通後、福岡南バイパス旧道で移管されていない区間を含めて移管される見込み。

### 路線データ
- 起点：福岡市東区下原1丁目（国道3号交点）
- 終点：福岡市東区二又瀬（新二又瀬橋交差点、国道3号・福岡県道607号福岡篠栗線交点）
- 延長：7.7 km
- 規格：第4種第1級
- 設計速度：60 km/h
- 道路幅員：30.0 m
- 車線幅員：3.25 m
- 車線数：6車線
- 全体事業費：462億円、2013年度以降の残事業費：約57億円[3]

## 歴史
- 1968年（昭和43年） - 事業化。
- 1969年（昭和44年） - 用地買収着手。
- 1971年（昭和46年） - 工事着手。
- 1978年（昭和53年） - この年までに新二又瀬橋交差点 - 松島交差点（L=0.6 km）を暫定4車線供用。
- 1979年（昭和54年） - 新二又瀬橋交差点 - 松島3丁目交差点（L=1.98 km）を完成6車線供用。
- 1986年（昭和61年） - 真州崎北交差点 - 松崎中学校前交差点（L=0.42 km）を暫定2車線供用。
- 1988年（昭和63年） - 松崎交差点 - 真州崎北交差点（L=0.43 km）を暫定2車線供用。
- 1989年（平成元年） - 松島3丁目交差点 - 松島交差点（L=0.6 km）を完成6車線供用。
- 1990年（平成2年） - 松崎中学校前交差点 - 若宮入口交差点（L=0.28 km）を暫定2車線供用。
- 1995年（平成7年） - 松島交差点 - 松崎中学校前交差点（L=0.85 km）を暫定5車線供用。および若宮入口交差点 - 松崎4丁目交差点（L=0.37 km）を暫定2車線供用。
- 2003年（平成15年） - 松崎中学校前交差点 - 松崎4丁目交差点（L=0.65 km）を暫定4車線供用。および松崎4丁目交差点 - 多々良中西交差点（L=0.36 km）を暫定2車線供用。
- 2004年（平成16年） - 松崎中学校前交差点 - 若宮入口交差点（L=0.28 km）を暫定5車線供用。および松崎4丁目交差点 - 多々良中西交差点（L=0.36 km）を暫定4車線供用。
- 2008年（平成20年） - 若宮入口交差点 - 多々良中西交差点（L=0.73 km）を暫定5車線供用。
- 2018年（平成30年）3月17日 - 未開通区間だった下原 - 多々良中西交差点間3.3 kmが開通し全通、併せて同区間を含む5.2 kmを完成6車線で供用（全線完成）[4][1]。

## 路線状況

### 重複区間
- 福岡県道504号町川原福岡線（福岡市東区松崎4丁目・多々良中学校西交差点 - 福岡市東区松崎1丁目・火の見下交差点）

### 道路施設

#### 橋梁
- 真州崎大橋（多々良川）

### 交通量
2010年度 平日24時間交通量（台/24h）
| 地点                | 台数         |
| ------------------- | ------------ |
| 福岡市東区松崎2丁目 | 35,416台/24h |
| 福岡市東区吉塚8丁目 | 49,262台/24h |

## 地理

### 通過する自治体
- 福岡市（東区）

### 交差する道路
| 交差する道路                                    | 交差する場所  | 交差する場所            | 門司から (km) |
| ----------------------------------------------- | ------------- | ----------------------- | ------------- |
| 国道3号（香椎バイパス）北九州・宗像方面         |               |                         |               |
| 国道3号                                         | 下原1丁目     | 起点                    |               |
| 福岡県道504号町川原福岡線                       | 香椎駅東3丁目 | 脇田交差点              |               |
| 福岡県道24号福岡東環状線                        | 香椎2丁目     | [ 注釈 1 ]              |               |
| 福岡県道504号町川原福岡線                       | 水谷2丁目     | 水谷2丁目交差点         |               |
| 福岡県道504号町川原福岡線 重複区間起点          | 松崎4丁目     | 多々良中学校西交差点    | 71.5          |
| 福岡県道504号町川原福岡線 重複区間終点          | 松崎1丁目     | 火の見下交差点          | 72.7          |
| 県道549号多田羅名島線                           | 松崎1丁目     | 真州崎橋交差点          | 73            |
| 国道201号 / 福岡東バイパス 流通センター通り     | 松島5丁目     | 松島交差点              | 73.3          |
| 福岡県道21号福岡直方線                          | 松島3丁目     | 松島3丁目交差点         | 73.9          |
| 福岡県道68号福岡太宰府線                        | 二又瀬新町    | 下臼井交差点            | 75.5          |
| 国道3号 福岡県道607号福岡篠栗線                 | 二又瀬        | 新二又瀬橋交差点 / 終点 | 75.9          |
| 国道3号（福岡南バイパス）熊本・鳥栖・筑紫野方面 |               |                         |               |

### 交差する鉄道
- 香椎線
- 山陽新幹線
- 篠栗線（福北ゆたか線）

### 沿線
- 博多高等学校
- 福岡市立多々良中学校
- 福岡市立松崎中学校
- 箱崎公園